# Vjačeslav Stepanovič Bražnik
Vjačeslav Stepanovič Bražnik in russo Вячеслав Степанович Бражник?; trasl. angl.: Vyacheslav Stepanovich Brazhnik (Atbasar, 3 marzo 1957 – Mosca, 14 maggio 1986) è stato un ingegnere sovietico di origine kazake. Operaio in varie officine e turbine della centrale nucleare di Černobyl', fu in servizio sul luogo del disastro di Černobyl' il 26 aprile 1986.

## Biografia

### Vita
Vjačeslav Stepanovič Bražnik nacque il 3 marzo 1957 nella città di Atbasar, nella regione di Aqmola. Iniziò la sua carriera lavorativa nella centrale nucleare di Černobyl' nell'aprile del 1979 come elettricista nell'officina elettrica e dall'ottobre 1980 fu trasferito nell'officina delle turbine operando sul cingolo per le apparecchiature delle turbine e come ingegnere di turbine a vapore.

### Giorno del disastro
La notte del 26 aprile 1986, Vjačeslav adempì ai suoi doveri lavorativi, facendo sì che al momento dell'incidente, fu uno dei primi a prendere parte al suo contenimento facendo tutto il possibile per prevenire la propagazione del fuoco negli altri reattori bloccando il condotto dell'olio e stoppando il drenaggio. Al momento dell'esplosione ricevette una dose di 1000 rad.

### La morte
Vjačeslav morì il 14 maggio 1986 al 6º ospedale clinico di Mosca.